# فرد جي. ألين
فرد جي. ألين هو محامي وسياسي أمريكي، ولد في 27 يوليو 1865 في Alfred, Maine ‏ في الولايات المتحدة، وتوفي في 2 فبراير 1917 في سانفورد في الولايات المتحدة. نشط حزبياً في Maine Republican Party ‏. وقد انتخب عضو مجلس نواب مين ‏.